# Adolfo Cardin Fontana
Adolfo Cardin Fontana (... – Padova, 4 gennaio 1914) è stato un avvocato e politico italiano, già sindaco di Padova.

## Biografia
Laureato in giurisprudenza, avvocato. È stato sindaco della città di Padova dal 3 novembre 1910 al 7 maggio 1912.